# Attraper le Kaïdach
Attraper le Kaïdach est une série télévisée comique et dramatique ukrainienne créée en 2020 par ProKino pour la chaîne СТБ. La série est basée sur le roman La famille Kaïdach d'Ivan Netchouï-Levytsky. La première de l'émission a eu lieu le 2 mars 2020 et a reçu un accueil positif, mais sa scénariste et productrice exécutive Natalia Vorojbyt a déclaré qu'elle n'avait pas l'intention de créer une deuxième saison.